# Helene Kottanner
Helene Kottanner (née Wolfram; hongrois : Kottanner Ilona ou Kottanner Jánosné; vers 1400 – après 1470) est une courtisane et écrivaine hongroise. Son nom de famille s'écrit Kottanner, Kottanerin, ou Kottannerin, selon l'usage de l'époque en allemand, qui était de désigner une épouse par l'article « die » suivi du nom de famille du mari affublé du suffixe  féminin -in. Elle est surtout connue pour ses mémoires écrits dans les années 1439-1440, à la mort d'Albert II du Saint-Empire et à la naissance de Ladislas Ier de Bohême, dit le Posthume. Helene Kottanner, qui a dicté l'histoire de sa vie en allemand, était première femme de Chambre d'Élisabeth de Luxembourg. Elle a aussi aidé Élisabeth de Luxembourg à fomenter une guerre de succession, notamment en prenant part à des intrigues.

## Biographie

### Origines, famille et ascension
Helene Wolfram est née vers 1400 dans une petite famille noble d'origine allemande du comté de Sopron. Son père était Peter Wolfram, qui était toujours en vie en 1435. Sa mère n'est pas formellement identifiée, mais vivivait à Sopron et la dernière trace qu'on a d'elle vivante date de 1442 dans les registres de l'époque. Helene comprenait, mais ne parlait pas, le hongrois.
Helene Kottanner s'est mariée deux fois et a eu deux enfants. Son premier mari était Peter Székeles (ou Gelusch), un noble en vue à Sopron. Il était déjà membre de l'administration municipale en 1402. Il fut maire de la ville de 1408 à 1421 au moins. Il décéda en 1430 ou 1431. Ils eurent un fils, Guillaume, qui vécut en Autriche et fut impliqué dans un procès pour un pré à Sopron en 1435. Malade, il ne se présenta pas en personne au tribunal, mais fut représenté par son beau-père et sa grand-mère maternelle. Guillaume était toujours vivant en 1437.
Après la mort de Peter, Helene se remaria avec Johann Kottanner, citoyen de Vienne, en 1432. À cette époque, Johann était chambellan de la Cathédrale Saint-Étienne de Vienne. Selon l'historien Karl Uhlirz, il n'atteignit la majorité qu'en 1426, si bien qu'Helene était âgée environ de six ans de plus que son second époux. Ils eurent plusieurs enfants, dont une fille nommée Catherine. Dès 1436, Helene et son mari étaient domestiques d'Albert II du Saint-Empire, duc d'Autriche à cette époque, et de son épouse Élisabeth de Luxembourg. Le rôle d'Helene Kottanner dans la maisonnée, qui faisait partie de la dynastie des Habsbourg, était nourrice des princesses Anne et Élisabeth, enfants d'Albert and d'Élisabeth.

### Vol de la Couronne de saint Étienne
Helene Kottanner, qui fit plus tard partie de la cour d'Élisabeth, écrivit vers 1451 ses mémoires intitulés Denkwürdigkeiten, où elle raconte à la première personne le vol de la Couronne de saint Étienne le 20 février 1440, auquel elle participa à la demande de la reine Élisabeth, veuve du roi. Cette couronne était considérée comme sainte par le peuple hongrois et conservée au fort de Visegrád.
Kottanner note dans ses mémoires qu'elle s'exposait, ainsi que sa famille, à de grands dangers en aidant la reine à s'emparer de la couronne. Dans une atmosphère d'intrigue politique, où la mort était une peine presque ordinaire pour de nombreux crimes, elle émettait de nombreuses réserves sur la demande de la reine : « La demande de la reine m'effrayait, car elle signifiait de grands dangers pour moi et mes petits enfants ». Dans ses écrits elle explique comme elle pria pour le succès de l'entreprise et promit un pèlerinage pieds nus à Zell. Deux complices au moins accompagnèrent Helene et commirent le vol pendant qu'elle faisait le guet. Une fois la couronne volée sans s'être fait remarquer, ils refermèrent les portes et réparèrent le sceau de la reine.
La couronne fut sortie de Visegrád en contrebande dans un oreiller. Kottanner la prit dans son traîneau et décrivit son inquiétude en traversant le Danube gelé. La croix dorée au sommet de la couronne s'inclina dans la fuite, ce qui est toujours visible aujourd'hui.
Elle la ramena secrètement à Élisabeth, qui se cachait de ses ennemis au château de Komorn. Elle assista à la naissance de Ladislas Ier de Bohême, qui était à ses yeux l'héritier naturel des royaumes de Hongrie et de Bohême.
Kottanner note dans ses mémoires que tout s'est fait de justesse : « Dans l'heure où la Couronne de saint Étienne est arrivée de Plintenburg à Komorn, dans cette même heure est né le roi Laszlo ». Elle ajoute qu'elle pensait qu'il s'agissait clairement de la volonté de Dieu.

### Le couronnement d'un nouveau roi
Élisabeth avait promis à Kottanner une récompense. En ces temps, seul le porteur de l'insigne royal était considéré comme le roi légitime de Hongrie. La distinction était d'importance, dans la mesure où les nobles hongrois votèrent en faveur du couronnement de Ladislas III Jagellon, le roi de Pologne âgé alors de seize ans, espérant avec cette alliance mieux se préserver des attaques turques. Helene Kottanner était présente au couronnement de Ladislas enfant à Székesfehérvár le 15 mai 1440; pendant la cérémonie, elle tenait l'enfant en larmes pendant que l'archevêque Dénes Szécsi le couronnait.
En fin de compte, les deux furent couronnés simultanément et le roi de Pologne rassembla ses forces pour combattre Ladislas le Posthume. La famille royale se sépara pour des questions de sécurité : la reine tenta de sauver la couronne, Helene Kottanner prit la fuite avec l'enfant.

### Fin de vie
Helene Kottanner et son mari se virent accorder le village de Kisfalud et ses dépendances par le régent Jean Hunyadi en mars 1452 ; le roi Matthias Corvin confirma le don de cette terre en novembre 1466, puis en février 1470. Helene Kottanner mourut peu après.

## Mémoires
Selon Károly Mollay, Kottanner écrivit ses mémoires ou les dicta sous le titre Denkwürdigkeiten vers 1451, afin de réclamer une récompense pour ses services envers Ladislas . Iván Kis considérait que Kottanner, voulait, en écrivant ses mémoires, soutenir les prétentions de Ladislas au trône de Hongrie, outre la reconnaissance de ses propres mérites. Kis rejetait l'association entre la finalisation des mémoires et la récompense de 1452. Le vol de la Sainte Couronne causa une guerre civile d'une décennie en Hongrie et le régent Jean Hunyadi était considéré comme un partisan de Ladislas Jagellon. Károly Mollay opinait que l'acte de Kottanner passait pour un péché jusqu'à ce que les représentants des seigneuries autrichiennes et hongroises, ainsi que les nobles catholiques de Bohême ne forçassent Frédéric III à abandonner son tutorat de Ladislas Ier de Bohême en 1451. L'ancienne première femme de chambre ne pouvait réclamer de récompense qu'après. Pour Iván Kis, Jean Hunyadi était le principal bénéficiaire d'une situation politique qui voyait la Couronne de saint Étienne et le roi Ladislas exilés, ce qui aurait motivé sa récompense.
Maya Bijvoet Williamson, qui a traduit les mémoires en anglais, a décrit Kottanner comme une « femme intelligente, digne de confiance, énergique, courageuse, vive d'esprit » alors que la dame n'en révèle que très peu sur elle et sa vie privée. Pour Sabine Schmolinsky, le journal de Kottanner ne peut pas être considéré comme une autobiographie, mais au-delà de la chronologie des événements politiques, il s'agit d'une source importante d'un point de vue psychologique. Kottanner ne fait pas mystère de ses peurs, inquiétude, honte ou religion. Albrecht Classen voit les mémoires comme une autobiographie contenant les révélations sincères de l'auteur. Au contraire, Andreas Rüther envisageait les mémoires comme un mémorandum, dont n'émergeait pas la véritable personnalité de Kottanner, qui s'y montrait sous les traits d'une figure exemplaire, construite.
Dans ses mémoires, Kottanner se place souvent au centre des événements politiques, exagère son rôle en mettant l'accent sur la confiance de la reine envers elle. Son insistance à ce sujet est un procédé rhétorique pour mettre en exergue sa participation aux événements. En outre, Kottanner se plaint souvent que son implication nécessitait d'immenses sacrifices personnels’ . Par exemple, son service à la cour la forçait à négliger son mari et ses enfants. Cette insistance aussi sonne comme un procédé rhétorique. Kottanner place sa narration dans un contexte de lutte entre le Bien et le Mal, où Dieu serait derrière ses propres actions, alors que les obstacles sont attribués au Diable’ . Barbara Schmid met l'accent sur les lieux où s'exprime la volonté divine, comme Visegrád, dans la narration. Dans ce contexte, Kottanner présente son propre parti, celui de la reine et de Ladislas, comme touché par la grâce divine, tandis que l'opposition est vue comme maléfique et ennemie de la volonté de Dieu. Corrélativement, Kottanner insistait sur la validité et la légitimité des prétentions de Ladislas au trône de Hongrie (la Sainte Couronne, son choix par Dieu, ses aptitudes à la royauté, sa force physique). Kottanner prétendait aussi que son ascendant lointain Ladislas Ier de Hongrie préfigurait Ladislas en tant que modèle’ .

## Place dans la littérature allemande de Transylvanie
Helene Kottanner était la sœur de Veit Huendler (1400-1470), évêque de Vidin, mais qui a aussi exercé en tant que vicaire à Oradea, Pecs et Brașov, d'où ses liens avec la Transylvanie. Moine à l'origine, Veit Huendler a aussi eu une activité littéraire, qui consistait surtout en quelques poèmes sous forme d'aphorismes. Il a également laissé des textes assez variés : lettres d'affaires, formules d'alchimie, textes théologiques, chroniques, parfois traduits du latin en allemand. Dans certaines de ses lettres, y compris écrites en Transylvanie, Huendler mentionne sa sœur, ce qui a conduit certains chercheurs à penser qu'Helene Kottanner était en fait de Transylvanie ou y avait habité, ce qui est loin d'être certain. Elle a ainsi parfois été placée parmi les précurseurs de la littérature allemande de Transylvanie.
Helene Kottanner est par ailleurs mentionnée dans le roman Les Démons de Heimito von Doderer, qui s'intéresse en particulier aux passages où elle se croit assaillie par le Diable, au moment où elle se rend à l'endroit où la couronne est conservée.